# أندراب (سراب)
أندراب هي قرية في مقاطعة سراب، إيران. عدد سكان هذه القرية هو 1,704 في سنة 2006.